# Deux Nigauds dans le foin
Pour plus de détails, voir Fiche technique et Distribution.
Deux Nigauds dans le foin (titre original : It Ain't Hay) est une comédie américaine, en noir et blanc, réalisée par Erle C. Kenton et sortie en 1943. Ce film met en scène le duo comique Abbott et Costello et fait partie de la série Deux Nigauds.

## Synopsis
Wilbur Hoolihan tue accidentellement un cheval appartenant au roi O'Hara et à sa fille, la princesse O'Hara, en le nourrissant de bonbons. Dans l'espoir de collecter suffisamment d'argent pour le remplacer, lui et son ami Grover Mockridge visitent un salon de jeux. Ils réussissent à collecter de l'argent, mais avant de pouvoir acheter un nouveau cheval, un filou escroque Wilbur de son argent. Ils sont informés par certains rabatteurs qu'un vieux cheval est disponible pour rien sur l'une des pistes. Ils visitent la piste et prennent par erreur le mauvais cheval, un champion du nom de biscuit au thé. Ils présentent le cheval à O'Hara en remplacement de son cheval décédé.
Le vrai propriétaire du cheval, le colonel Brainard, offre une récompense pour le biscuit au thé. À ce moment-là, O'Hara a pris un billet pour Saratoga. Wilbur et Grover, réalisant leur erreur, se rendent à Saratoga. Les trois rabatteurs se rendent également compte que Wilbur et Grover ont pris le biscuit au thé et les ont suivis dans l'espoir de récupérer le cheval ainsi que la récompense. Wilbur et Grover parviennent à trouver O'Hara et à cacher le biscuit au thé dans leur chambre d'hôtel, mais ils sont traqués par le détective de la maison, Warner, qui a été prévenu par les rabatteurs. 
Wilbur et Grover se dirigent vers la piste de course à temps pour une grande course. Grover passe un accord avec Warner dans lequel pour 100 $, il lui donnera le cheval de Wilbur. Grover utilise ensuite cet argent pour parier sur biscuit au thé. Avant la course, Wilbur est jeté de biscuit au thé et atterrit sur de la rhubarbe. Cette fois, biscuit au thé, avec un vrai jockey à bord, remporte la course. Warner et les rabatteurs emmènent le cheval de Wilbur, qu'ils croient être un biscuit au thé, au colonel Brainard pour la récompense, mais ce n'est pas le bon cheval. Grover détient le seul ticket gagnant sur biscuit au thé et utilise ses gains pour acheter à O'Hara un véritable cheval de remplacement.

## Fiche technique
- Titre : Deux Nigauds dans le foin
- Titre original : It Ain't Hay
- Réalisation : Erle C. Kenton
- Scénario : Allen Boretz, John Grant, d'après le roman de Damon Runyon
- Photographie : Charles Van Enger
- Montage : Frank Gross
- Musique : Harry Revel, Frank Skinner
- Direction artistique : John B. Goodman, Harold H. MacArthur
- Décors : Russell A. Gausman, A.J. Gilmore
- Costumes : Vera West
- Production : Alex Gottlieb, Universal Pictures
- Pays d'origine :  États-Unis
- Genre : Comédie
- Durée : 80 minutes
- Date de sortie :
  -  États-Unis : 10 mars 1943
  -  Suède : 9 octobre 1943
  -  Portugal : 4 octobre 1944
  -  Finlande : 22 février 1946
  -  France : 6 septembre 1950

## Distribution
- Bud Abbott : Grover Mockridge
- Lou Costello : Wilbur Hoolihan
- Grace McDonald (en) : Kitty McClain
- Cecil Kellaway : King O'Hara
- Eugene Pallette : Gregory Warner
- Shemp Howard : Umbrella Sam
- Samuel S. Hinds : Colonel Brainard
- Eddie Quillan : Harry
- Richard Lane : Slicker
- Andrew Tombes : Charlie
- Wade Boteler : Reilly
- Selmer Jackson : Grant
- The Four Step Brothers (en) : eux-mêmes
- Mike Mazurki : un videur (non crédité)

## Récompenses et distinctions

### Nominations
- Saturn Award 2009 :
  - Saturn Award de la meilleure collection DVD (au sein du coffret Abbott and Costello (Complete Universal Series Collection))